# Élections cantonales de 1992 dans la Mayenne
Les élections cantonales ont eu lieu les 22 et 29 mars 1992.
Lors de ces élections, 17 des 32 cantons de la Mayenne ont été renouvelés. Elles ont vu la reconduction de la majorité UDF dirigée par Jean Arthuis, succédant à René Ballayer, président du conseil général depuis 1973.

## Résultats à l’échelle du département
Répartition départementale des résultats (2e tour).
- PS (22,7 %)
- Majorité (8,8 %)
- Verts (5,22 %)
- RPR (9,72 %)
- UDF (29,98 %)
- DVD (23,57 %)

| Étiquette      | Étiquette                          | Premier tour | Premier tour | Second tour | Second tour | Sièges |
| Étiquette      | Étiquette                          | Voix         | %            | Voix        | %           | Sièges |
| -------------- | ---------------------------------- | ------------ | ------------ | ----------- | ----------- | ------ |
|                | Parti socialiste                   | 14 828       | 17,28        | 11 037      | 22,70       | 1      |
|                | Majorité présidentielle            | 3 404        | 3,97         | 4 276       | 8,80        | 0      |
|                | Parti communiste français          | 2 345        | 2,73         |             |             |        |
|                | Extrême gauche                     | 1 112        | 1,30         |             |             |        |
| Gauche         | Gauche                             | 21 689       | 25,28        | 15 313      | 31,50       | 1      |
|                |                                    |              |              |             |             |        |
|                | Divers droite                      | 24 803       | 28,91        | 11 459      | 23,57       | 7      |
|                | Union pour la démocratie française | 16 387       | 19,10        | 14 578      | 29,98       | 6      |
|                | Rassemblement pour la République   | 7 999        | 9,32         | 4 728       | 9,72        | 3      |
|                | Front national                     | 5 891        | 6,87         |             |             |        |
| Droite         | Droite                             | 55 080       | 64,20        | 30 765      | 63,27       | 16     |
|                |                                    |              |              |             |             |        |
|                | Les Verts                          | 9 030        | 10,52        | 2 540       | 5,22        | 0      |
| Écologistes    | Écologistes                        | 9 030        | 10,52        | 2 540       | 5,22        | 0      |
|                |                                    |              |              |             |             |        |
| Inscrits       | Inscrits                           | 126 212      | 100,00       | 82 905      | 100,00      |        |
| Abstention     | Abstention                         | 33 879       | 26,84        | 30 913      | 37,29       |        |
| Votants        | Votants                            | 92 333       | 73,16        | 51 992      | 62,71       |        |
| Blancs et nuls | Blancs et nuls                     | 6 534        | 7,08         | 3 374       | 6,49        |        |
| Exprimés       | Exprimés                           | 85 799       | 92,92        | 48 618      | 93,51       |        |

## Résultats par canton

### Canton d'Ambrières-les-Vallées
| Candidats      | Candidats          | Étiquette      | Premier tour | Premier tour | Second tour | Second tour |
| Candidats      | Candidats          | Étiquette      | Voix         | %            | Voix        | %           |
| -------------- | ------------------ | -------------- | ------------ | ------------ | ----------- | ----------- |
|                | Louis Derouault    | DVD            | 1 410        | 45,66        | 1 585       | 53,93       |
|                | Constant Leroy     | UDF            | 978          | 31,67        | 1 354       | 46,07       |
|                | Patrick Picaut     | PS             | 373          | 12,08        |             |             |
|                | Michel Le Peculier | Verts          | 161          | 5,21         |             |             |
|                | René Braunschweig  | FN             | 109          | 3,53         |             |             |
|                | Paul Paris         | PCF            | 57           | 1,85         |             |             |
|                |                    |                |              |              |             |             |
| Inscrits       | Inscrits           | Inscrits       | 4 081        | 100,00       | 4 080       | 100,00      |
| Abstention     | Abstention         | Abstention     | 817          | 20,02        | 1 022       | 25,05       |
| Votants        | Votants            | Votants        | 3 264        | 79,98        | 3 058       | 74,95       |
| Blancs et nuls | Blancs et nuls     | Blancs et nuls | 176          | 5,39         | 119         | 3,89        |
| Exprimés       | Exprimés           | Exprimés       | 3 088        | 94,61        | 2 939       | 96,11       |

### Canton de Chailland
| Candidats      | Candidats              | Étiquette      | Premier tour | Premier tour | Second tour | Second tour |
| Candidats      | Candidats              | Étiquette      | Voix         | %            | Voix        | %           |
| -------------- | ---------------------- | -------------- | ------------ | ------------ | ----------- | ----------- |
|                | Pierre-Marie Jammes    | DVD            | 1 714        | 37,56        | 2 847       | 63,62       |
|                | Anne-Marie de Branche* | DVD            | 1 674        | 36,69        | 1 628       | 36,38       |
|                | Nicole Gilles          | Verts          | 448          | 9,82         |             |             |
|                | Alain Pers             | PS             | 381          | 8,35         |             |             |
|                | Henri de Montecler     | FN             | 241          | 5,28         |             |             |
|                | Renée Therreau         | PCF            | 105          | 2,30         |             |             |
|                |                        |                |              |              |             |             |
| Inscrits       | Inscrits               | Inscrits       | 6 650        | 100,00       | 6 647       | 100,00      |
| Abstention     | Abstention             | Abstention     | 1 578        | 23,73        | 1 934       | 29,10       |
| Votants        | Votants                | Votants        | 5 072        | 76,27        | 4 713       | 70,90       |
| Blancs et nuls | Blancs et nuls         | Blancs et nuls | 509          | 10,04        | 238         | 5,05        |
| Exprimés       | Exprimés               | Exprimés       | 4 563        | 89,96        | 4 475       | 94,95       |

*sortant

### Canton de Château-Gontier-Est
| Candidats      | Candidats        | Étiquette      | Premier tour | Premier tour |
| Candidats      | Candidats        | Étiquette      | Voix         | %            |
| -------------- | ---------------- | -------------- | ------------ | ------------ |
|                | Marcelle Chiron* | DVD            | 2 709        | 59,83        |
|                | Maurice Seigneur | PS             | 765          | 16,89        |
|                | Joël Patoureau   | Verts          | 633          | 13,98        |
|                | Hubert Laugery   | FN             | 299          | 6,60         |
|                | Joël Chancereul  | PCF            | 122          | 2,69         |
|                |                  |                |              |              |
| Inscrits       | Inscrits         | Inscrits       | 6 950        | 100,00       |
| Abstention     | Abstention       | Abstention     | 2 094        | 30,13        |
| Votants        | Votants          | Votants        | 4 856        | 69,87        |
| Blancs et nuls | Blancs et nuls   | Blancs et nuls | 328          | 6,75         |
| Exprimés       | Exprimés         | Exprimés       | 4 528        | 93,25        |

*sortant

### Canton de Cossé-le-Vivien
| Candidats      | Candidats            | Étiquette      | Premier tour | Premier tour |
| Candidats      | Candidats            | Étiquette      | Voix         | %            |
| -------------- | -------------------- | -------------- | ------------ | ------------ |
|                | Henri de Gastines *  | RPR            | 2 917        | 67,21        |
|                | Albert Badier        | Verts          | 524          | 12,07        |
|                | Gérard du Boisbaudry | FN             | 401          | 9,24         |
|                | Maurice Jamois       | PS             | 417          | 9,61         |
|                | Guy Bouvier          | PCF            | 81           | 1,87         |
|                |                      |                |              |              |
| Inscrits       | Inscrits             | Inscrits       | 6 326        | 100,00       |
| Abstention     | Abstention           | Abstention     | 1 595        | 25,21        |
| Votants        | Votants              | Votants        | 4 731        | 74,79        |
| Blancs et nuls | Blancs et nuls       | Blancs et nuls | 391          | 8,26         |
| Exprimés       | Exprimés             | Exprimés       | 4 340        | 91,74        |

*sortant

### Canton de Craon
| Candidats      | Candidats          | Étiquette      | Premier tour | Premier tour | Second tour | Second tour |
| Candidats      | Candidats          | Étiquette      | Voix         | %            | Voix        | %           |
| -------------- | ------------------ | -------------- | ------------ | ------------ | ----------- | ----------- |
|                | Paul Thomas        | DVD            | 1 822        | 35,63        | 2 654       | 54,73       |
|                | Paul Chaineau      | PS             | 1 299        | 25,41        | 2 195       | 45,27       |
|                | Dominique Bariller | UDF            | 804          | 15,72        | Retrait     | Retrait     |
|                | Jean-Michel Prime  | PS             | 631          | 12,34        |             |             |
|                | Claude Gourvil     | Verts          | 297          | 5,81         |             |             |
|                | Simone Lenoir      | FN             | 122          | 2,39         |             |             |
|                | Michel Le Huludut  | PS             | 91           | 1,78         |             |             |
|                | Roger Beauvais     | PCF            | 47           | 0,92         |             |             |
|                |                    |                |              |              |             |             |
| Inscrits       | Inscrits           | Inscrits       | 7 512        | 100,00       | 7 511       | 100,00      |
| Abstention     | Abstention         | Abstention     | 2 081        | 27,70        | 2 434       | 32,41       |
| Votants        | Votants            | Votants        | 5 431        | 72,30        | 5 077       | 67,59       |
| Blancs et nuls | Blancs et nuls     | Blancs et nuls | 318          | 5,86         | 228         | 4,49        |
| Exprimés       | Exprimés           | Exprimés       | 5 113        | 94,14        | 4 849       | 95,51       |

### Canton d'Ernée
| Candidats      | Candidats           | Étiquette      | Premier tour | Premier tour |
| Candidats      | Candidats           | Étiquette      | Voix         | %            |
| -------------- | ------------------- | -------------- | ------------ | ------------ |
|                | Gilbert Dutertre    | DVD            | 3 374        | 58,03        |
|                | Georges Brochard    | DVD            | 983          | 16,91        |
|                | Jean-Michel Demy    | PS             | 706          | 12,14        |
|                | Dimitri Maras       | Verts          | 418          | 7,19         |
|                | Henri Rocher        | FN             | 235          | 4,04         |
|                | Jean-Paul Tournissa | PCF            | 98           | 1,69         |
|                |                     |                |              |              |
| Inscrits       | Inscrits            | Inscrits       | 8 114        | 100,00       |
| Abstention     | Abstention          | Abstention     | 1 857        | 22,89        |
| Votants        | Votants             | Votants        | 6 257        | 77,11        |
| Blancs et nuls | Blancs et nuls      | Blancs et nuls | 443          | 7,08         |
| Exprimés       | Exprimés            | Exprimés       | 5 814        | 92,92        |

### Canton de Gorron
| Candidats      | Candidats            | Étiquette      | Premier tour | Premier tour |
| Candidats      | Candidats            | Étiquette      | Voix         | %            |
| -------------- | -------------------- | -------------- | ------------ | ------------ |
|                | Jean Corbeau*        | DVD            | 3 180        | 77,00        |
|                | Jean-Claude Samoyeau | Verts          | 327          | 7,92         |
|                | Gérard Landemaine    | FN             | 257          | 6,22         |
|                | Danielle Delestre    | PS             | 238          | 5,76         |
|                | Frédéric Guillou     | PCF            | 128          | 3,10         |
|                |                      |                |              |              |
| Inscrits       | Inscrits             | Inscrits       | 5 957        | 100,00       |
| Abstention     | Abstention           | Abstention     | 1 605        | 26,94        |
| Votants        | Votants              | Votants        | 4 352        | 73,06        |
| Blancs et nuls | Blancs et nuls       | Blancs et nuls | 222          | 5,10         |
| Exprimés       | Exprimés             | Exprimés       | 4 130        | 94,90        |

*sortant

### Canton de Landivy
| Candidats      | Candidats         | Étiquette      | Premier tour | Premier tour |
| Candidats      | Candidats         | Étiquette      | Voix         | %            |
| -------------- | ----------------- | -------------- | ------------ | ------------ |
|                | Roger Lestas*     | UDF            | 2 894        | 72,86        |
|                | Yves Bohuon       | Verts          | 411          | 10,35        |
|                | Francis Daligault | PS             | 391          | 9,84         |
|                | Stéphane Fresnais | FN             | 197          | 4,96         |
|                | Emile Seigneur    | PCF            | 79           | 1,99         |
|                |                   |                |              |              |
| Inscrits       | Inscrits          | Inscrits       | 5 998        | 100,00       |
| Abstention     | Abstention        | Abstention     | 1 596        | 26,61        |
| Votants        | Votants           | Votants        | 4 402        | 73,39        |
| Blancs et nuls | Blancs et nuls    | Blancs et nuls | 430          | 9,77         |
| Exprimés       | Exprimés          | Exprimés       | 3 972        | 90,23        |

*sortant

### Canton de Laval-Nord-Est
| Candidats      | Candidats           | Étiquette      | Premier tour | Premier tour | Second tour | Second tour |
| Candidats      | Candidats           | Étiquette      | Voix         | %            | Voix        | %           |
| -------------- | ------------------- | -------------- | ------------ | ------------ | ----------- | ----------- |
|                | Roland Houdiard*    | UDF            | 2 535        | 42,99        | 2 861       | 55,00       |
|                | Bernard Cossee      | PS             | 1 151        | 19,52        | 1 440       | 27,68       |
|                | Catherine Fouilleul | Verts          | 915          | 15,52        | 901         | 17,32       |
|                | Jacques Dansan      | FN             | 565          | 9,58         |             |             |
|                | Roland Dumet        | PS             | 462          | 7,83         |             |             |
|                | Yannick Peltier     | PCF            | 269          | 4,56         |             |             |
|                |                     |                |              |              |             |             |
| Inscrits       | Inscrits            | Inscrits       | 8 885        | 100,00       | 8 885       | 100,00      |
| Abstention     | Abstention          | Abstention     | 2 629        | 29,59        | 3 484       | 39,21       |
| Votants        | Votants             | Votants        | 6 256        | 70,41        | 5 401       | 60,79       |
| Blancs et nuls | Blancs et nuls      | Blancs et nuls | 359          | 5,74         | 199         | 3,68        |
| Exprimés       | Exprimés            | Exprimés       | 5 897        | 94,26        | 5 202       | 96,32       |

*sortant

### Canton de Laval-Nord-Ouest
| Candidats      | Candidats      | Étiquette      | Premier tour | Premier tour | Second tour | Second tour |
| Candidats      | Candidats      | Étiquette      | Voix         | %            | Voix        | %           |
| -------------- | -------------- | -------------- | ------------ | ------------ | ----------- | ----------- |
|                | Paul Lépine*   | UDF            | 2 127        | 45,96        | 2 398       | 61,85       |
|                | Claude Martin  | PS             | 1 292        | 27,92        | 1 479       | 38,15       |
|                | Olivier Illand | Verts          | 705          | 15,23        |             |             |
|                | Guy Ory        | FN             | 350          | 7,56         |             |             |
|                | Guy Coignard   | PCF            | 154          | 3,33         |             |             |
|                |                |                |              |              |             |             |
| Inscrits       | Inscrits       | Inscrits       | 7 129        | 100,00       | 7 129       | 100,00      |
| Abstention     | Abstention     | Abstention     | 2 215        | 31,07        | 2 910       | 40,82       |
| Votants        | Votants        | Votants        | 4 914        | 68,93        | 4 219       | 59,18       |
| Blancs et nuls | Blancs et nuls | Blancs et nuls | 286          | 5,82         | 342         | 8,11        |
| Exprimés       | Exprimés       | Exprimés       | 4 628        | 94,18        | 3 877       | 91,89       |

*sortant

### Canton de Laval-Saint-Nicolas
| Candidats      | Candidats             | Étiquette      | Premier tour | Premier tour | Second tour | Second tour |
| Candidats      | Candidats             | Étiquette      | Voix         | %            | Voix        | %           |
| -------------- | --------------------- | -------------- | ------------ | ------------ | ----------- | ----------- |
|                | Georges Minzière*     | PS             | 914          | 28,17        | 1 221       | 45,53       |
|                | Jean-Michel Le Duigou | RPR            | 518          | 15,96        | 1 461       | 54,47       |
|                | Sylvie Souty          | Verts          | 489          | 15,07        |             |             |
|                | Alain Gicquel         | DVD            | 422          | 13,00        |             |             |
|                | Paul Le Morvan        | FN             | 378          | 11,65        |             |             |
|                | Jacques Poirier       | PCF            | 289          | 8,91         |             |             |
|                | Armand Derrien        | DVD            | 235          | 7,24         |             |             |
|                |                       |                |              |              |             |             |
| Inscrits       | Inscrits              | Inscrits       | 5 477        | 100,00       | 5 477       | 100,00      |
| Abstention     | Abstention            | Abstention     | 1 977        | 36,10        | 2 499       | 45,63       |
| Votants        | Votants               | Votants        | 3 500        | 63,90        | 2 978       | 54,37       |
| Blancs et nuls | Blancs et nuls        | Blancs et nuls | 255          | 7,29         | 296         | 9,94        |
| Exprimés       | Exprimés              | Exprimés       | 3 245        | 92,71        | 2 682       | 90,06       |

*sortant

### Canton de Laval-Sud-Ouest
| Candidats      | Candidats            | Étiquette      | Premier tour | Premier tour | Second tour | Second tour |
| Candidats      | Candidats            | Étiquette      | Voix         | %            | Voix        | %           |
| -------------- | -------------------- | -------------- | ------------ | ------------ | ----------- | ----------- |
|                | François Zocchetto   | UDF            | 2 194        | 39,13        | 2 525       | 48,77       |
|                | Yves Patoux*         | PS             | 1 827        | 32,58        | 2 019       | 39,00       |
|                | Patrick Granger      | Verts          | 884          | 15,77        | 633         | 12,23       |
|                | Marie-Léonard Lenoir | FN             | 462          | 8,24         |             |             |
|                | Alain Voisin         | PCF            | 240          | 4,28         |             |             |
|                |                      |                |              |              |             |             |
| Inscrits       | Inscrits             | Inscrits       | 8 278        | 100,00       | 8 278       | 100,00      |
| Abstention     | Abstention           | Abstention     | 2 300        | 27,78        | 2 885       | 34,85       |
| Votants        | Votants              | Votants        | 5 978        | 72,22        | 5 393       | 65,15       |
| Blancs et nuls | Blancs et nuls       | Blancs et nuls | 371          | 6,21         | 216         | 4,01        |
| Exprimés       | Exprimés             | Exprimés       | 5 607        | 93,79        | 5 177       | 95,99       |

*sortant

### Canton de Loiron
| Candidats      | Candidats          | Étiquette      | Premier tour | Premier tour |
| Candidats      | Candidats          | Étiquette      | Voix         | %            |
| -------------- | ------------------ | -------------- | ------------ | ------------ |
|                | Claude Le Feuvre * | DVD            | 4 627        | 67,41        |
|                | Jean-Yves Griot    | EXG            | 931          | 13,56        |
|                | Michel Duval       | PS             | 600          | 8,74         |
|                | Jacques Le Morvan  | FN             | 523          | 7,62         |
|                | Gérard Prioul      | PCF            | 183          | 2,67         |
|                |                    |                |              |              |
| Inscrits       | Inscrits           | Inscrits       | 9 957        | 100,00       |
| Abstention     | Abstention         | Abstention     | 2 552        | 25,63        |
| Votants        | Votants            | Votants        | 7 405        | 74,37        |
| Blancs et nuls | Blancs et nuls     | Blancs et nuls | 541          | 7,31         |
| Exprimés       | Exprimés           | Exprimés       | 6 864        | 92,69        |

*sortant

### Canton de Mayenne-Est
| Candidats      | Candidats         | Étiquette      | Premier tour | Premier tour | Second tour | Second tour |
| Candidats      | Candidats         | Étiquette      | Voix         | %            | Voix        | %           |
| -------------- | ----------------- | -------------- | ------------ | ------------ | ----------- | ----------- |
|                | Michel Scheer*    | UDF            | 3 141        | 49,22        | 3 527       | 62,89       |
|                | Jacques Fauque    | PS             | 1 643        | 25,75        | 2 081       | 37,11       |
|                | Francois Laigneau | Verts          | 864          | 13,54        |             |             |
|                | Gilbert Blanc     | FN             | 595          | 9,32         |             |             |
|                | Alain Jan         | PCF            | 138          | 2,16         |             |             |
|                |                   |                |              |              |             |             |
| Inscrits       | Inscrits          | Inscrits       | 9 532        | 100,00       | 9 532       | 100,00      |
| Abstention     | Abstention        | Abstention     | 2 557        | 26,83        | 3 503       | 36,75       |
| Votants        | Votants           | Votants        | 6 975        | 73,17        | 6 029       | 63,25       |
| Blancs et nuls | Blancs et nuls    | Blancs et nuls | 594          | 8,52         | 421         | 6,98        |
| Exprimés       | Exprimés          | Exprimés       | 6 381        | 91,48        | 5 608       | 93,02       |

*sortant

### Canton de Mayenne-Ouest
| Candidats      | Candidats           | Étiquette      | Premier tour | Premier tour | Second tour | Second tour |
| Candidats      | Candidats           | Étiquette      | Voix         | %            | Voix        | %           |
| -------------- | ------------------- | -------------- | ------------ | ------------ | ----------- | ----------- |
|                | Claude Leblanc*     | PS             | 3 103        | 49,13        | 3 096       | 53,00       |
|                | Bernard Vigouroux   | DVD            | 2 041        | 32,31        | 2 745       | 47,00       |
|                | Patrick Bercon-Mene | Verts          | 619          | 9,80         |             |             |
|                | Jean Fresnais       | FN             | 414          | 6,55         |             |             |
|                | Mauricette Lottin   | PCF            | 139          | 2,20         |             |             |
|                |                     |                |              |              |             |             |
| Inscrits       | Inscrits            | Inscrits       | 9 240        | 100,00       | 9 240       | 100,00      |
| Abstention     | Abstention          | Abstention     | 2 438        | 26,39        | 3 073       | 33,26       |
| Votants        | Votants             | Votants        | 6 802        | 73,61        | 6 167       | 66,74       |
| Blancs et nuls | Blancs et nuls      | Blancs et nuls | 486          | 7,14         | 326         | 5,29        |
| Exprimés       | Exprimés            | Exprimés       | 6 316        | 92,86        | 5 841       | 94,71       |

*sortant

### Canton de Saint-Aignan-sur-Roë
| Candidats      | Candidats         | Étiquette      | Premier tour | Premier tour | Second tour | Second tour |
| Candidats      | Candidats         | Étiquette      | Voix         | %            | Voix        | %           |
| -------------- | ----------------- | -------------- | ------------ | ------------ | ----------- | ----------- |
|                | André Basle       | UDF            | 1 714        | 37,65        | 1 913       | 100,00      |
|                | Richard Flament   | RPR            | 1 459        | 32,05        | Retrait     | Retrait     |
|                | Elisabeth Doineau | DVD            | 612          | 13,44        |             |             |
|                | Francois Heron    | Verts          | 209          | 4,59         |             |             |
|                | Luc Perrel        | FN             | 192          | 4,22         |             |             |
|                | Yves Luzu         | EXG            | 181          | 3,98         |             |             |
|                | Pierre Kuntz      | PS             | 126          | 2,77         |             |             |
|                | Gilles Caillard   | PCF            | 59           | 1,30         |             |             |
|                |                   |                |              |              |             |             |
| Inscrits       | Inscrits          | Inscrits       | 6 213        | 100,00       | 6 216       | 100,00      |
| Abstention     | Abstention        | Abstention     | 1 463        | 23,55        | 3 619       | 58,22       |
| Votants        | Votants           | Votants        | 4 750        | 76,45        | 2 597       | 41,78       |
| Blancs et nuls | Blancs et nuls    | Blancs et nuls | 198          | 4,17         | 684         | 26,34       |
| Exprimés       | Exprimés          | Exprimés       | 4 552        | 95,83        | 1 913       | 73,66       |

### Canton de Saint-Berthevin
| Candidats      | Candidats               | Étiquette      | Premier tour | Premier tour | Second tour | Second tour |
| Candidats      | Candidats               | Étiquette      | Voix         | %            | Voix        | %           |
| -------------- | ----------------------- | -------------- | ------------ | ------------ | ----------- | ----------- |
|                | Clément Trocherie*      | RPR            | 3 105        | 45,93        | 3 267       | 53,96       |
|                | Michel Sorin            | PS             | 1 822        | 26,95        | 1 782       | 29,43       |
|                | André Duval             | Verts          | 1 126        | 16,65        | 1 006       | 16,61       |
|                | Gérard de Saint-Chereau | FN             | 551          | 8,15         |             |             |
|                | Jean-Marie Lunel        | PCF            | 157          | 2,32         |             |             |
|                |                         |                |              |              |             |             |
| Inscrits       | Inscrits                | Inscrits       | 9 913        | 100,00       | 9 910       | 100,00      |
| Abstention     | Abstention              | Abstention     | 2 525        | 25,47        | 3 550       | 35,82       |
| Votants        | Votants                 | Votants        | 7 388        | 74,53        | 6 360       | 64,18       |
| Blancs et nuls | Blancs et nuls          | Blancs et nuls | 627          | 8,49         | 305         | 4,80        |
| Exprimés       | Exprimés                | Exprimés       | 6 761        | 91,51        | 6 055       | 95,20       |

*sortant